# 海士島
海士島（あもうじま）は、鳥取県・鳥取砂丘の沖合いの日本海に浮かぶ無人島である。行政上は鳥取市福部町（旧岩美郡福部村）海士に属する。

## 概要
伏野大島・小島と共に、鳥取市沖の日本海に浮かぶ。鳥取砂丘からは、クジラに似た形を持つ海士島の展望が見られる。
磯釣りのポイントとして、釣り客が訪れる。

## アクセス
- 鳥取港から15分